# Luděk Sefzig
Luděk Sefzig (* 15. února 1957 Rokycany) je český politik a lékař, v letech 2000 až 2012 senátor za obvod č. 8 – Rokycany, člen ODS.

## Vzdělání, kariéra, soukromý život
Vystudoval Lékařskou fakultu Univerzity Karlovy v Plzni. Má dvě atestace v oboru chirurgie. Přes výkon politické funkce stále provozuje soukromou lékařskou praxi v Rokycanech a pracuje na chirurgickém oddělení rokycanské nemocnice.
Je vdovec, má dvě děti.

## Politická kariéra
Poprvé se začal politicky angažovat v roce 1994, kdy byl zvolen do městského zastupitelstva Rokycan. Mandát zastupitele města obhájil také ve volbách v letech 2014 a 2018.
V roce 2000 se jako nestraník na kandidátce ODS rozhodl kandidovat do senátu na Rokycansku. V prvním kole byl poražen nezávislou kandidátkou Helenou Suchou za KSČM, když obdržel 22,15 % hlasů oproti 23,57 % své politické soupeřky. Třetí skončil dosavadní senátor František Jirava za ČSSD. Ve druhém kole se ovšem situace obrátila a Luděk Sefzig vyhrál s poměrně vysokým odstupem – 60,76 % všech platných hlasů. Po vyhraných volbách vstoupil do ODS. V letech 2002 až 2004 v senátu zastával funkci místopředsedy Výboru pro evropskou integraci. Od roku 2004 působí jako předseda Výboru pro záležitosti EU.
Od května do července 2004 byl kooptovaným poslancem Evropského parlamentu.
Roku 2006 byl opětovně zvolen, když v první kole porazil komunistu Jana Mudru poměrem 37,65 % ku 16,85 %. Ve druhém kole se rozdíl příliš nezměnil a Luděk Sefzig obdržel 66,13 % všech platných hlasů.
Vyšlo najevo, že si pronajímá senátorskou kancelář ve vlastní nemovitosti jen několik kroků od své soukromé lékařské praxe, ale současně na pronájem kanceláře pobírá náhrady. Sám senátor se hájí tím, že je to lepší pro občany – kancelář byla využívána již jeho předchůdcem Františkem Jiravou, takže lidé vědí, kam se s případnými dotazy obrátit, a zároveň zde může pan senátor být častěji k zastižení, neboť to má blízko ze své ordinace. Zároveň přiznává, že si neúčtuje maximální částku, na kterou má nárok.
Senátor Sefzig se tak kromě předsednictví Výboru pro záležitosti EU a zastávání senátního postu věnuje chirurgické praxi v soukromé ordinaci a k tomu slouží ve státních nemocnicích jako externista.
Jako český předseda Česko-německého diskuzního fóra se na podzim 2010 zasadil o vyřazení socioložky Terezy Stöckelové z programu výroční konference fóra, na kterou byla původně pozvána. Zdůvodnění tohoto kroku jejími kritickými postoji k politice vlády vyvolalo řadu nesouhlasných reakcí.
V senátních volbách v roce 2012 skončil na třetím místě se ziskem 21,29 % (za kandidáty ČSSD a KSČM, tj. Miladou Emmerovou a Jiřím Valentou) a nepostoupil tak ani do druhého kola.
Ve volbách do Evropského parlamentu v květnu 2019 kandidoval na 16. místě kandidátky ODS, ale nebyl zvolen.